# Église Saint-Jean-Baptiste de Nabburg
L'église Saint-Jean-Baptiste est la principale église catholique de Nabburg dans le Haut-Palatinat en Bavière. C'est une église gothique de plan basilical dédiée à Jean le Baptiste et dépendant du diocèse de Ratisbonne. Elle domine de sa silhouette toute la ville de Nabburg. 

## Histoire
L'église se trouve entre le marché et l'ancien château de Nabburg sur la partie la plus élevée de la crête qui surplombe le Naab; elle est séparée du marché par une rangée de maisons. 
L'édifice actuel a probablement commencé avant 1300 sous l'influence de la cathédrale de Ratisbonne et a probablement été achevé vers 1359. Malgré l'effet uniforme, plusieurs phases de construction et des changements de plan peuvent être observés sur le bâtiment d'est en ouest. Le bâtiment précédent de style roman dont pourraient remonter les doubles chœurs de l'église actuelle n'a pas encore été trouvé par les fouilles. Au plus tard avec la dissolution du siège paroissial de Perschen en 1419, l'église de Nabburg est devenue une église paroissiale. Au XVe siècle, la chapelle Sainte-Anne au nord a été construite comme baptistère, ainsi que la tribune occidentale. En 1474, onze autels sont indiqués dans l'église. En 1536, la tour Nord s'est effondrée et n'a pas été reconstruite; des parties du bas-côté Nord ont également été détruites. L'intérieur est ravagé par la Réforme protestante en 1576, et de nombreuses œuvres sont détruites.

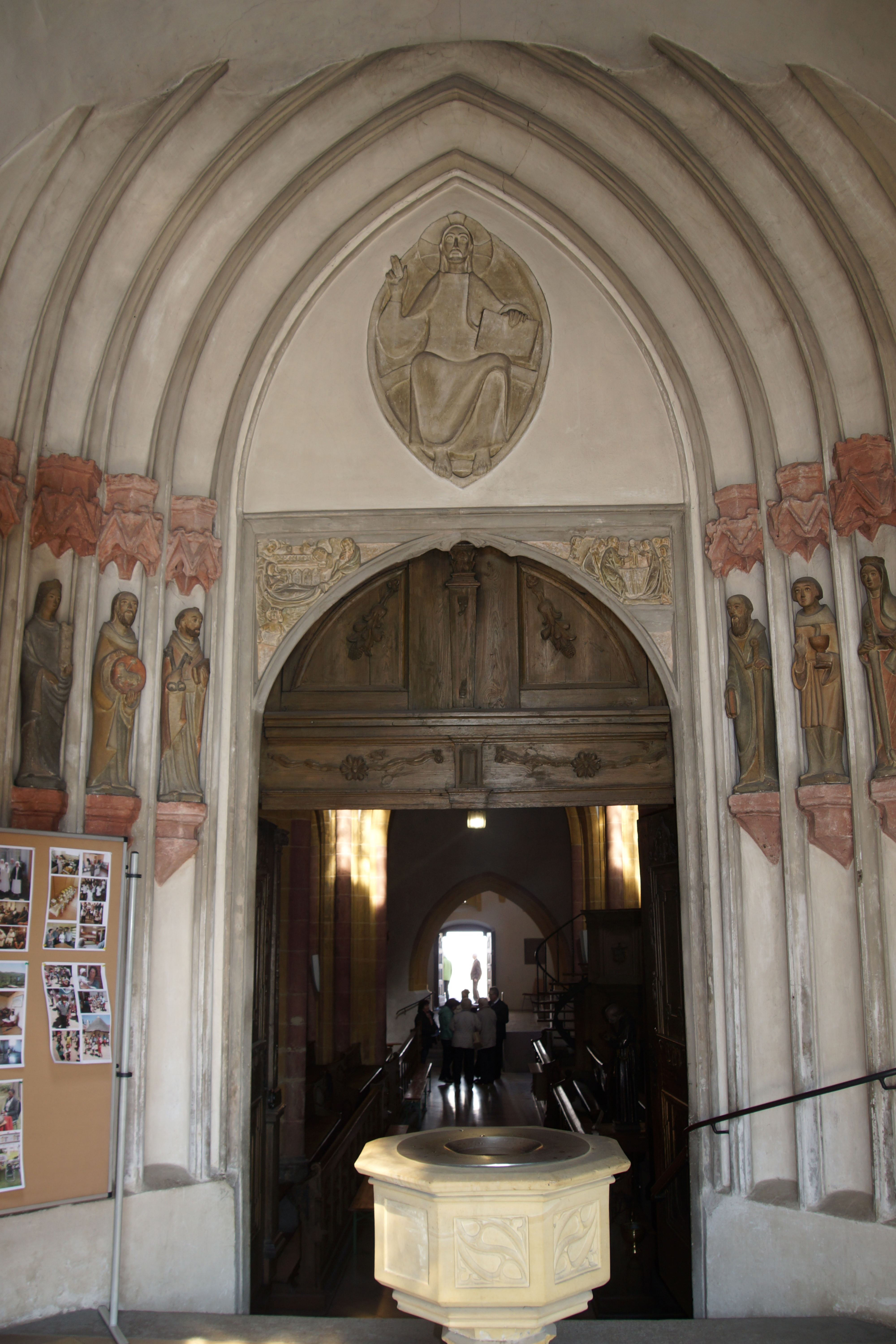
Portail de la chapelle Saint-Sébastien.

La chapelle Saint-Sébastien est construite en 1700 devant le portail Sud. L'état de l'église nécessite une restauration vers 1860. En 1898, le mobilier baroque est enlevé et remplacé par un mobilier néo-gothique, qui comprenait des autels, des stalles, les stations de la croix, une galerie en pierre et des vitraux dont les scènes sont basées sur des dessins de Franz Xaver Zettler de Munich; l'intérieur a également été aménagé selon le goût médiéval. Dans les années 1978-1981, une restauration intérieure a été effectuée, par laquelle le mobilier néo-gothique a été remis en place et restauré.

## Architecture

### Extérieur
La basilique gothique à trois nefs, largement uniforme, se distingue par ses deux chœurs à l'est et à l'ouest, ce qui peut être inspiré de la cathédrale de Ratisbonne. Le chœur probablement le plus ancien est dominé par le pignon de la nef principale. Des tours érigées au-dessus de la façade Ouest, celle du sud est divisée en six étages avec un sommet octogonal surmonté d'une haute flèche, tandis que la tour Nord n'existe plus après son effondrement. L'extérieur est en grande partie plâtré, seuls les murs d'extrémité du transept, les corniches et les avant-toits, ainsi que les contreforts, les fenêtres avec entrelacs et les angles de la tour sont richement décorés de mélange d'entrelacs, de frises feuillagées et de crochets de pierre. Au nord du chœur oriental se trouve une sacristie gothique, plus tard de style baroque avec sous-sol.  
Au sud, il y a un grand bas-relief de grès patiné d'environ 1400 représentant la Descente de Croix et la Mise au tombeau du Christ. À l'extérieur de la chapelle Sainte-Anne, l'on remarque des représentations de l'Homme des douleurs en buste du premier tiers du XVe siècle et la tête d'une statue féminine, probablement du début du XIVe siècle.

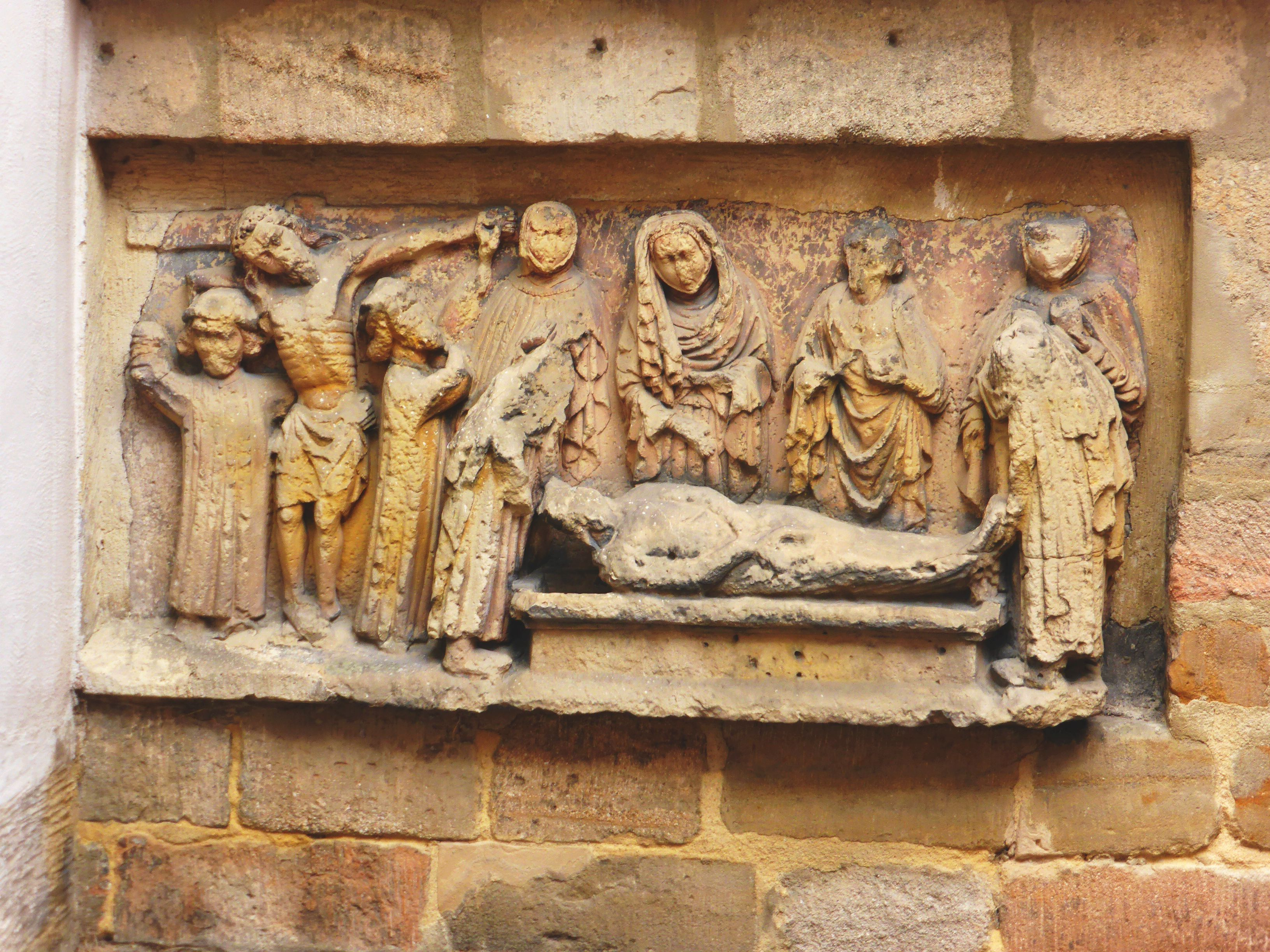
Bas-relief de 1400.

### Intérieur

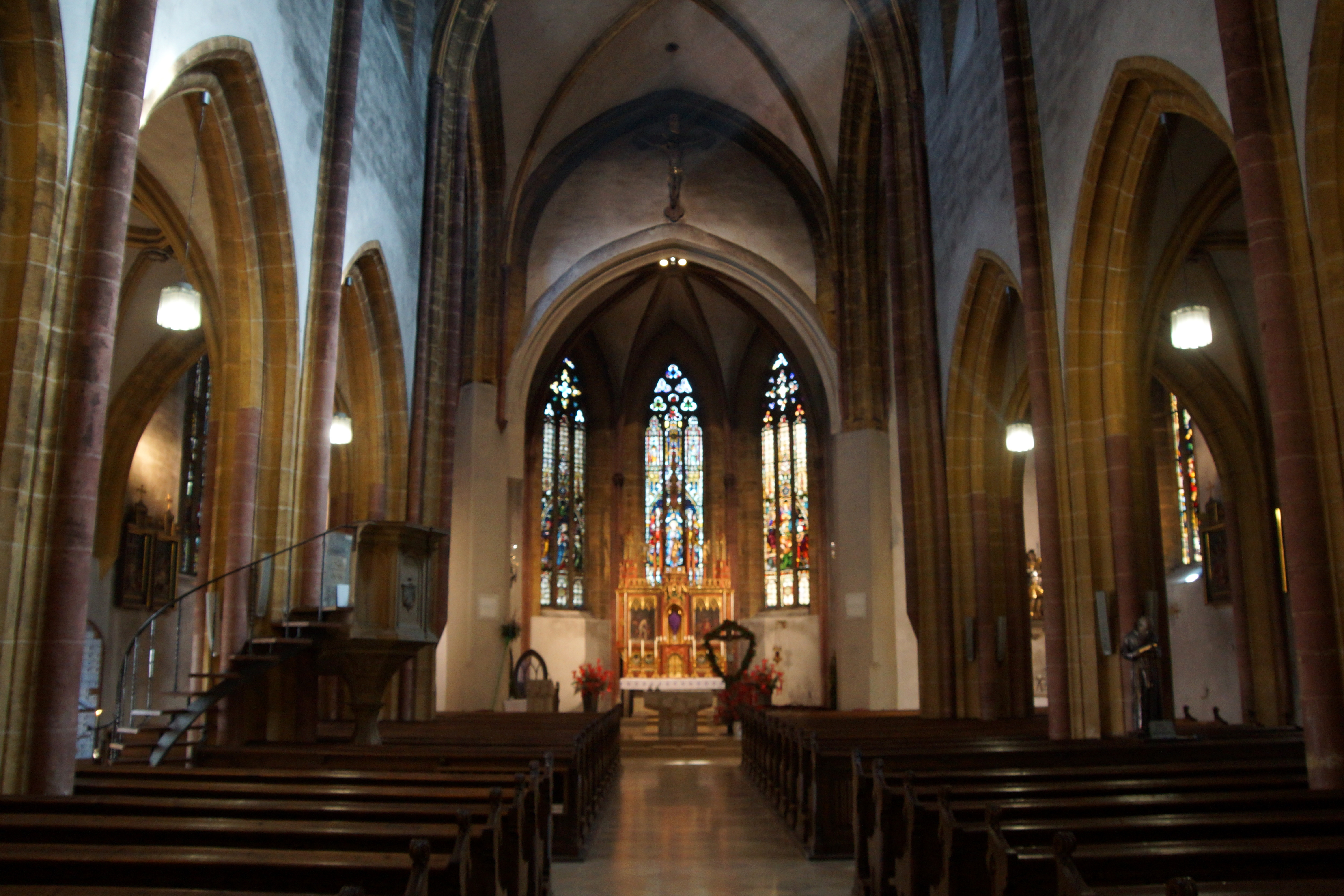
Intérieur.

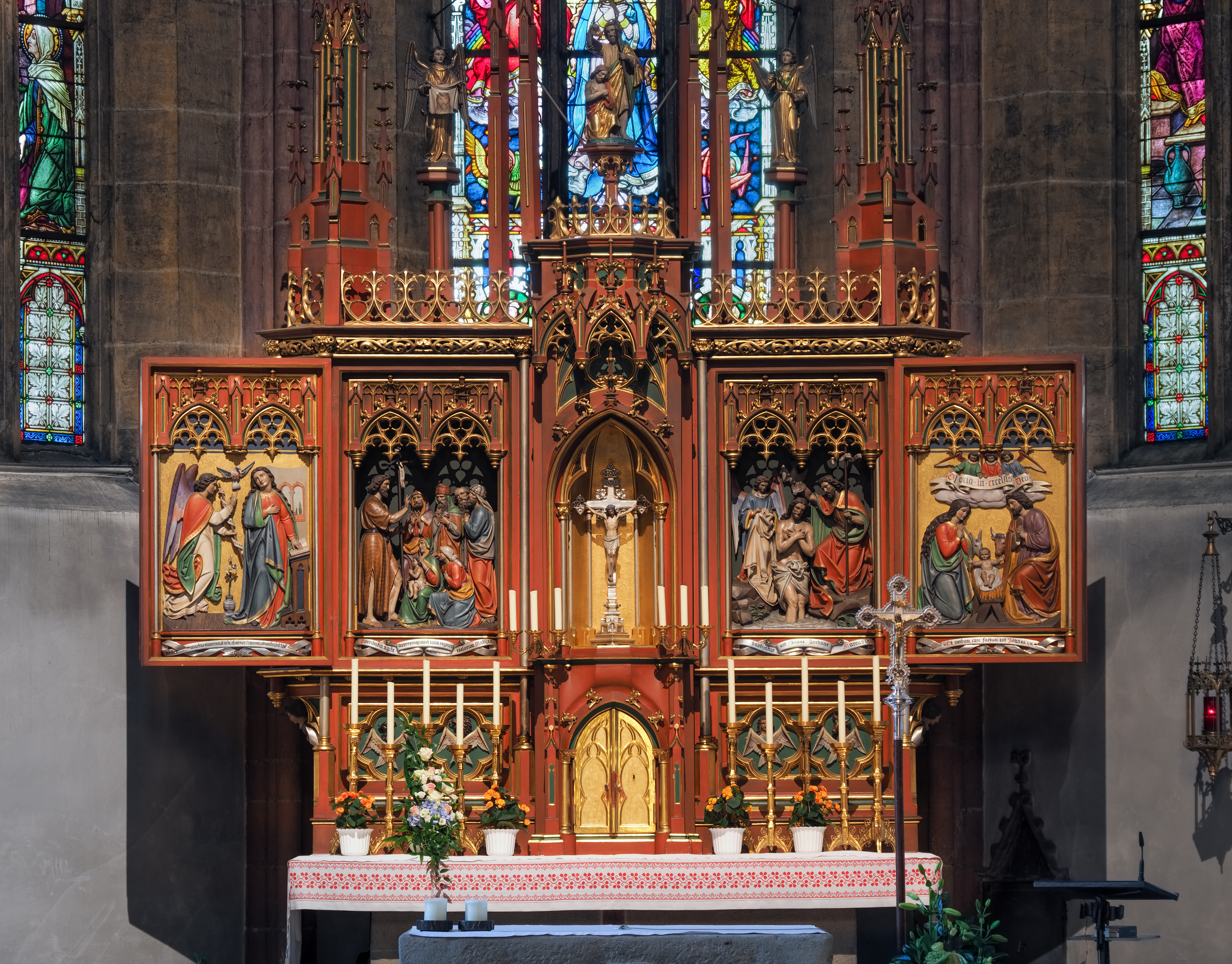
Retable et maître-autel.

La triple nef courte de l'église possède de hautes claires-voies, des arcades trapues et est accessible par l'entrée principale sur le côté Sud vers le marché. Le chœur Est et le chœur Ouest montrent un plan en 5/8, qui jouxte directement la nef. Les différentes sections du vaisseau telles que le transept et l'arche de croisée de chœur sont mises en évidence par la conception différenciée des piliers et des gabarits muraux. 
Les vitraux des chœurs et du vaisseau d'après Franz Xaver Zettler sont installés entre 1900 et 1904. Des fragments de vitraux gothiques sont visibles à la première et à la troisième travée au nord, parmi eux un Noli me tangere est exceptionnel (fenêtre Nord IV 2b).
Dans la chapelle Sud dédiée à saint Sébastien, on peut admirer un portail gothique à gradins avec des statues sur consoles avec auvents. Des reliefs sur le tympan du milieu du XIVe siècle montrent la Nativité du Christ et la Présentation au temple. Les vantaux sont décorés de riches ornements du premier tiers du XVIIIe siècle. Une Pietà gothique en pierre est conservée dans cette chapelle. Un mausolée représentant des donateurs et des armoiries date de 1550 environ.

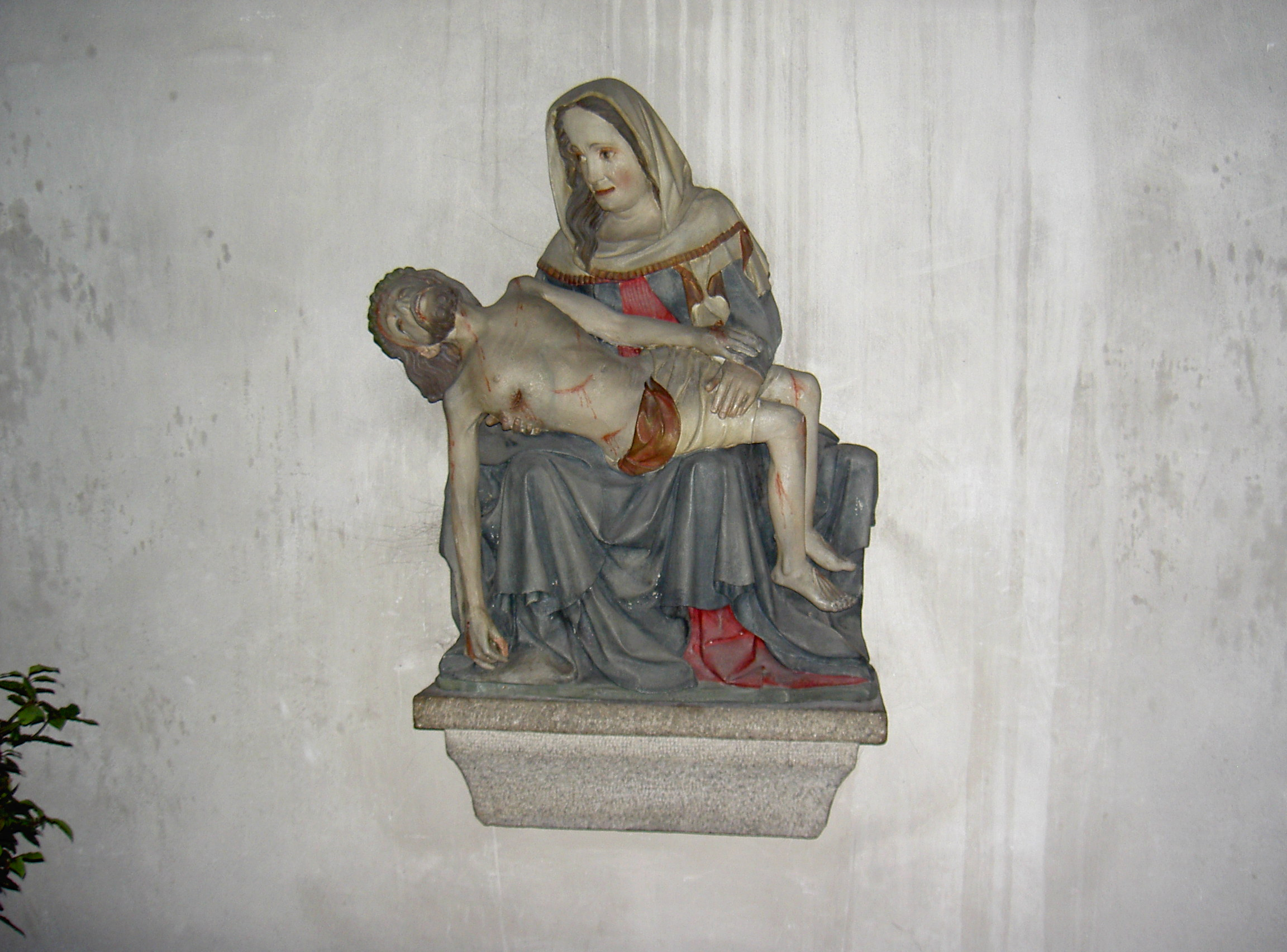
Pietà de la chapelle Saint-Sébastien.

## Décoration

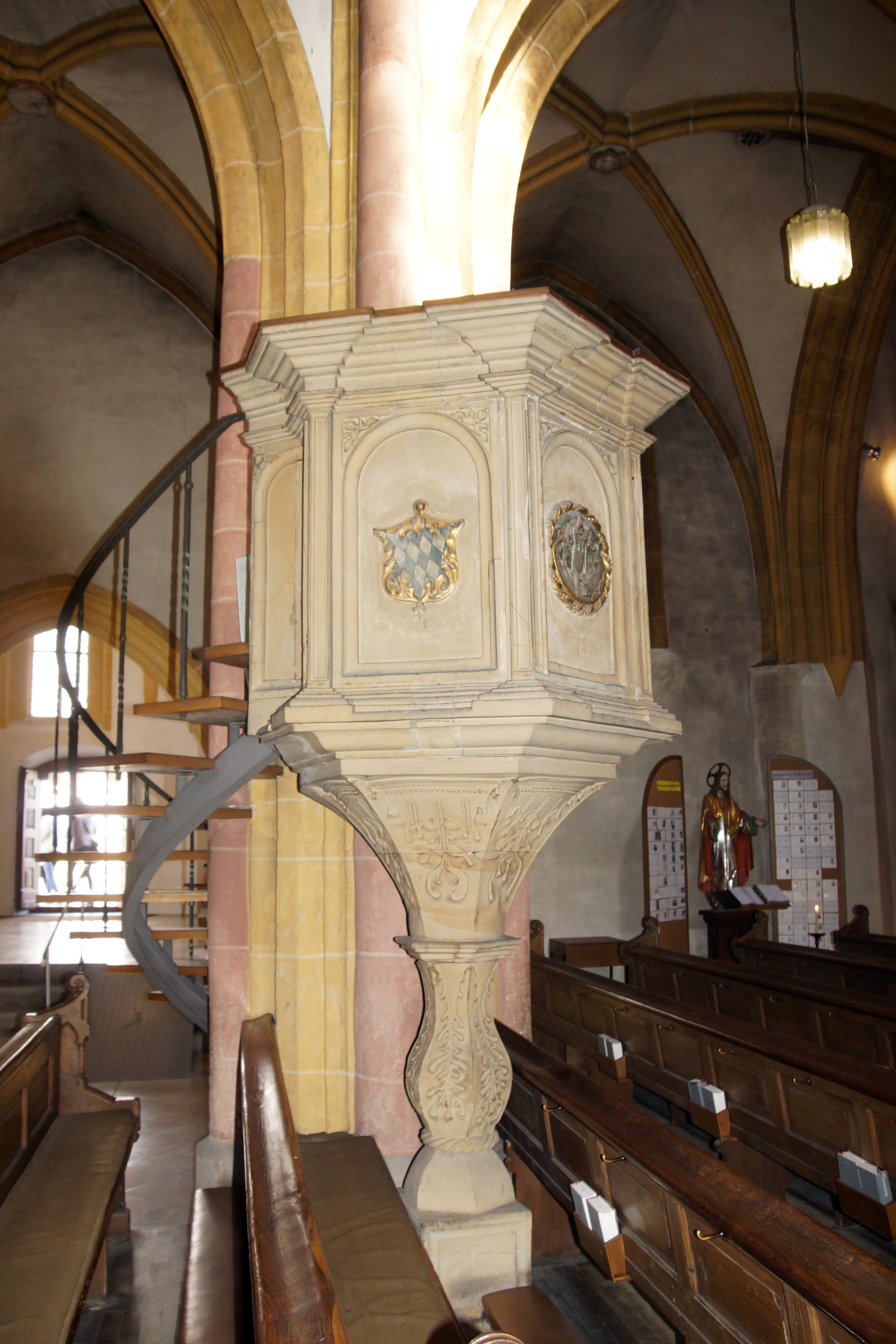
Chaire.

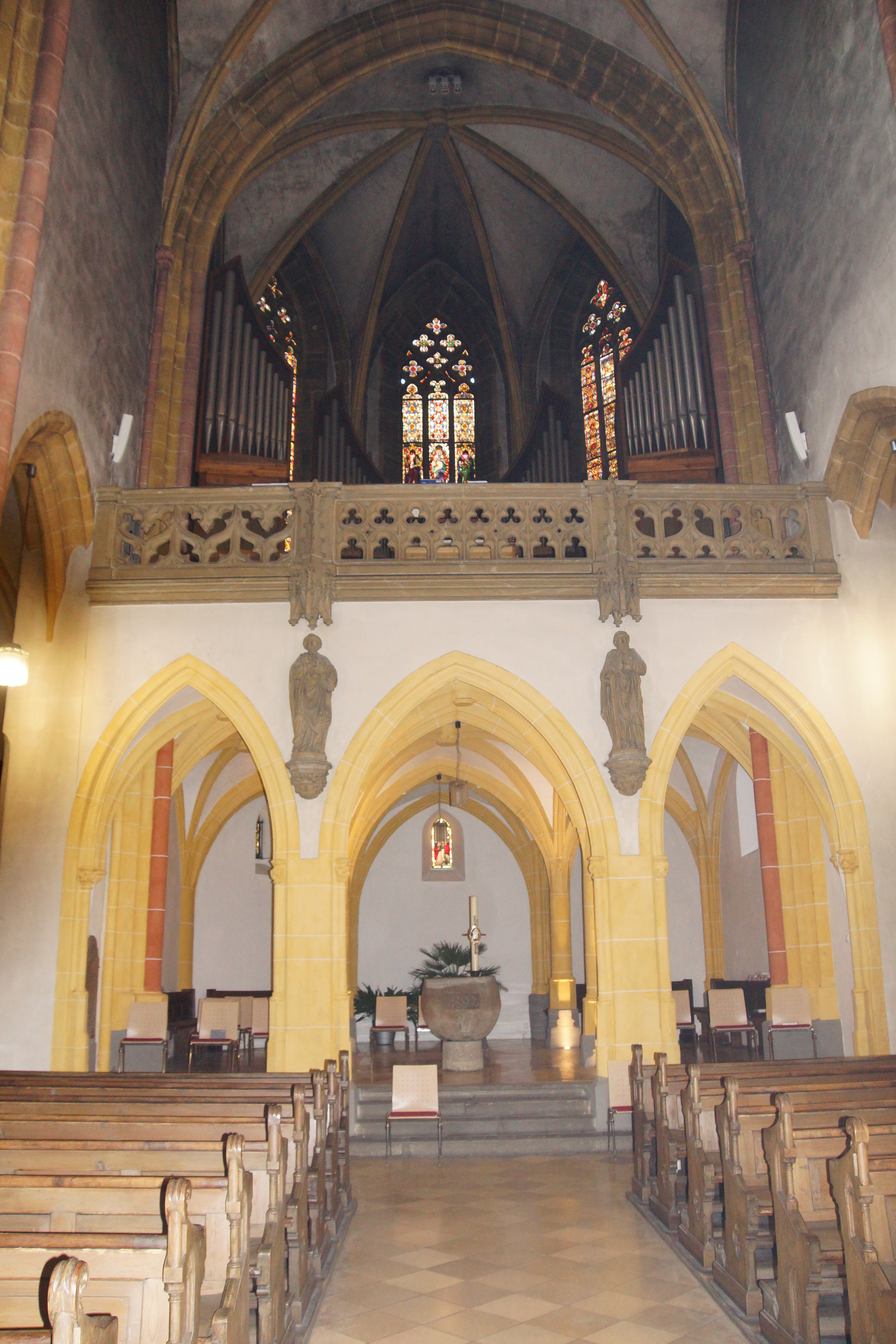
Vue vers l'ouest avec les fonts baptismaux, la tribune et l'orgue.

Le maître-autel néo-gothique avec des sculptures de bois date de 1868 ; il a été réinstallé en 1978 après avoir été ôté dans les années post-conciliaires. Il montre des représentations de l'Annonciation et de l'Adoration des Mages, du sermon de saint Jean-Baptiste et du baptême du Christ, au dos des images des ailes latérales la flagellation et le couronnement d'épines du Christ. 
Derrière le maître-autel se trouve un tabernacle en forme de tour sculptée de style gothique tardif de la première moitié du XIVe siècle. Au-dessus de l'autel, se trouve un groupe baroque de statues de saint Florian, saint Sébastien et saint Wendelin datant de 1730 environ, qui proviennent de l'ancienne chapelle Saint-Sébastien, aujourd'hui vestibule du portail. 
La chaire Renaissance en grès date de 1526. Dans la chapelle nord dédiée à sainte Anne, il y a des fonts baptismaux en granit de 1492. Sur le mur sud, il y a un blason en pierre de 1529 et un buste sur console. Il convient également de mentionner un relief représentant le Mont des Oliviers d'environ 1420.
Parmi les nombreux monuments funéraires, il faut mentionner un mausolée en marbre rouge du curé Georg Thumbacher († 1634) et une épitaphe en grès de l'abbé bénédictin d'Andechs Kaspar Ruepandus († 1631) avec des statues à mi-corps. L'orgue est une œuvre de Guido Nenninger de 1979 avec 31 jeux sur trois claviers et pédalier.